# Autoroute A41
L’autoroute A 41, detta l'Alpine (l'Alpina), è un'autostrada francese, parte della strada europea E712, che collega Grenoble a Ginevra. È divisa in due parti: la prima è l'A41 Sud, la quale da Meylan (vicino a Grenoble) conduce all'A43, che essa interseca nel comune di Porte-de-Savoie. Attraverso l'A43 e la N201 si giunge all'A41 Nord, che da La Motte-Servolex, sobborgo di Chambéry, arriva ad Aix-les-Bains, Annecy e Saint-Julien-en-Genevois, dove incrocia l'A40 e si conclude sul confine con la Svizzera, poco a sud di Ginevra.